# Macrotrachela muricata
Macrotrachela muricata är en hjuldjursart som först beskrevs av Murray 1905.  Macrotrachela muricata ingår i släktet Macrotrachela och familjen Philodinidae. Inga underarter finns listade i Catalogue of Life.